# Крестовник тонколистный
Крестовник тонколистный (лат. Jacobaea erucifolia) — вид растений из рода Якобея, семейства астровых (Asteraceae), распространённый в Европе, Северном Иране, Центральной Азии и Сибири.

## Описание
Многолетнее растение, трава имеет высоту 50—150 см. Листья с линейно-ланцетными лопастями, до 6 мм в ширину, надрезанными на немногочисленные дольки. корзины 2—2,5 см шириной. Внутренние листочки обёртки ланцетовидные, 4,2—4,5 мм длиной, наружные листочки обертки в количестве 5—6, шиловидные, в 2—3 раза короче внутренних. Язычковых цветков 10—15. Семянки имеют цилиндрический и клиновидный вид.

## Распространение
Растение распространено в Европе, северном Иране и на востоке в Центральной Азии и Сибири.
На Украине вид растёт на засоленных лугах, по берегам рек, на степных склонах — в Закарпатской области (Великоберезнянский район, с. Малый Березный, г. Рахов, гора Плишка, Ужгород), лесостепях и левобережных злаково-луговых степях, нередко заходит в Полесье и Крым.
- Общий вид
- Нижняя часть стебля
- Листок
- Цветки
- Семенка с папусом

## Таксономия
Jacobaea erucifolia (L.) P.Gaertn., B.Mey. & Schreb., Oekonomisch-Technische Flora der Wetterau 3: 208. 1802.
Синонимы
- Senecio erucifolius L., Flora Suecica, Editio Secunda Aucta et Emendata 291. 1755. basionym — Крестовник эруколистный[2]
- Senecio autumnalis (Cariot) Gand., Étude des Fleurs botanique élémentaire … edition 5 2: 344. 1872.